# Reina (Saaremaa)
Koordinaten: 58° 32′ N, 23° 5′ O
Reina (deutsch Saltack) ist ein Dorf (estnisch küla) auf der größten estnischen Insel Saaremaa. Es gehört zur Landgemeinde Saaremaa (bis 2017: Landgemeinde Pöide) im Kreis Saare.

## Einwohnerschaft und Lage
Das Dorf hat 38 Einwohner (Stand 31. Dezember 2011). Es liegt 46 Kilometer nordöstlich der Inselhauptstadt Kuressaare.

## Gut
1464 wurde der Hof Saletacken erstmals urkundlich erwähnt. Während des Mittelalters gehörte er der Familie Elme. Von 1537 bis 1723 stand das Gut im Eigentum der adligen deutschbaltischen Familie Treyden. Vom Familiennamen leitet sich auch der estnische Name des Ortes ab.
1769 kam das Gut in den Besitz der Familie von Buhrmeister. Der erste Herr auf Saltack war der Landmarschall Otto Frommhold von Buhrmeister. Letzte Eigentümerin des Guts vor der Enteignung im Zuge der estnischen Landreform 1919 war Helena von Buhrmeister (1858–1928). Der Kern des Guts blieb bis 1939 im Besitz der Familie.
Das kleine, eingeschossige Haupthaus des Guts wurde wahrscheinlich Anfang des 19. Jahrhunderts aus Stein errichtet. Heute sind nur noch die Ruinen erhalten.

## Persönlichkeiten
In Reina wurde der estnische Sprach- und Literaturwissenschaftler Juhan Peegel (1919–2007) geboren.